# 안나 카레니나 법칙
안나 카레니나 법칙(영어: Anna Karenina principle)은 성공하기 위해선 여러 가지 조건들이 모두 충족되어야 하고, 만약 하나의 조건이라도 충족되지 못하면 실패할 수 밖에 없다는 것을 뜻한다. 결론적으로 성공은 수 많은 실패 요인들을 모두 피할 때 가능하다는 것이다.
이 법칙의 이름은 레프 톨스토이의 1877년의 소설 《안나 카레니나》에서 유래되었으며, 이 소설의 첫 문장은 다음과 같다.
행복한 가정은 모두 엇비슷하고, 불행한 가정은 불행한 이유가 제각기 다르다.

즉 행복한 가정을 꾸리려면 여러 가지 필수 조건들을 충족시켜야 하고, 만약 하나의 조건이라도 충족되지 못하면 불행해진다고 말한다. 이 개념은 여러 연구 분야에 적용하기 위해 일반화되었다.
통계학에서 안나 카레니나 법칙은 통계적 가설 검정에 사용된다. 데이터의 집합이 귀무 가설을 위반할 수 있는 방법은 여러 가지가 있으며, 모든 가정이 충족될 수 있는 방법은 단지 하나 뿐이다.

## 같이 보기
- 가설 검정
- 안나 카레니나